# Scymnus nuttingi
Scymnus nuttingi är en skalbaggsart som beskrevs av Gordon 1976. Scymnus nuttingi ingår i släktet Scymnus och familjen nyckelpigor. Inga underarter finns listade i Catalogue of Life.